# Црноврха гребенска ајкула
Црноврха гребенска ајкула (лат. Carcharhinus melanopterus) врста је ајкуле из породице Carcharhinidae, лако препознатљива по истакнутим црним врховима на перајима. Међу многобројним ајкулама који настањују тропске и коралне гребене Индијског и Тихог океана, ова врста преферира плитке и обалне воде. Обично достиже дужину од 1,6 м, а изузетно се мало креће и остаје унутар локалног подручја и до неколико година. Активна је грабљивица ситних кошљориба, главоношаца и ракова, а познато је и да се храни морским змијама и птицама. Подаци о овој врсти били су промењиви и понекада контрадикторни.
Као и остали чланови њене породице, ова ајкула је живахна, а женка рађа два до пет младунца на годишњем или довогодишњем нивоу. Гестација код женки креће се од 7 до 9, 10 до 11, а некада и до 16 месеци. Парењу претходни праћење женке од стране мужјака. Младунци се налазе у плићој води за разлику од одраслих, а често се крећу у великим групама. Лови се због меса, пераја и јетре, али се не сматра комерцијално значајном врстом. Међународна унија за заштиту природе оценила је да ова врста није значајно угрожена, као и да је релативно распрострањена, али и да је примећено опадање на већем броју локалитета.

## Таксономија и филогенија
Француски природњаци Жан Рене Констант и Жозеф Пол описали су ову врсту током истраживачког путовања корветом 1817—1820. Након њих, о овој врсти извештавао је Луис Фрејсин на основу примерака мужјака од 58 цм, који је ухваћен на острву Ваиго код Нове Гвинеје. Научници Куој и Гамард изабрали су име Carcharias melanopterus, од грчке речи melas која значи „црно” и pteron која означава „пераја” или „крила”. Касније је ова врста премештена у род Carcharhinus, а 1965. године Међународна зоолошка комисија одредила га је као род. У ранијим литературама научно име ове ајкуле погрешно је написано као C. spallanzani, а данас је то синоним за ову врсту (C. sorrah).
Као ни већини других чланова овог рода, филогенетски положај ове врсте и даље није утврђен. На основу морфологије, Џек Герик је 1982. године истакао да је најближи рођак ове врсте C. cautus. Морфолошка анализа Леонарда Кампагноа из 1988. године сугерисала је повезаност ове и још три друге ајкуле. Анализа из 1988. године Гавина Наилона поново је дала двосмислене резултате.

## Опис и станиште
Црноврха гребенска ајкула настањује морске тропске и суптропске воде Индо-Пацифика. У Индијском океану јавља се од јужне Африке до Црвеног мора, укључујући Мадагаскар, Маурицијус и Сејшеле, као и на истоку уз обалу Индијског потконтинента до југоисточне Азије укључујући Шри Ланку, Андаманска острва и Малдиве. У Тихом океану се налази јужно од Кине и Филипина до Индонезије, северне Аустралије и Нове Каледоније, а такође насељава воде око океанских острва као што су Маршалска острва, Гилбертова острва, Друштвена острва, Хавајска острва и архипелага Туамоту. Супротно изворима који наводе да су примерци ове врсте у јапанским водама дошли са Тајвана, наводи се како су ипак стигли из приобалних вода острва Исхигаки код Окинаве, са југа Јапана. Црноврха гребенска ајкула колонизирала је из источног дела Средозменог мора преко Суецког канала на ова подручја.
Иако је пријављено да је виђана на дубини од 75 м, ова врста се обично налази у води дубокој само неколико метара и често се може видети како плива близу обале. Млађи примерци ове врсте воле плићаке и песковита подручја, док старији најчешће бораве око гребена. Постоје извештај о овој врсти са Мадагаскара, као и са слатководних подручја у Малезији, мада она није у стању да толериште слатководна подручја као друге ајкуле. Код Алдабре у Индијског океану ова врста скупља се у каналима између гребена. Постоје докази да је ова врста из северних и јужни делова мигрирала на та подручја, али многи одбацују ову тврдњу.
Црноврха гребенска ајкула има кратку, широку и заобљену њушку, као и умерено велике, овалне очи.  На њушци има прегиб, а у редовима вилице налази се од 11 до 13, обично 12 зуба на горњој страни и 10 до 12, обично 11 зуба на доњој страни вилице. Горњи зуби су усправни и троугластог облика, док су доњи релативни слични али оштрији. Зуби одраслих мужјака су закривљенији него код женки. Петокрална пераја су велика и уска, сужавају се код кичме. Прво леђно пераје је закривљено, а друго је релативно велико и налази се насупрот аналног пераја. Већина примерака ове врсте нису дужи од 1,6 м, мада појединци могу достигнути дужину од 1,8 м или евентуално 2 м. Максимална тежина ове рибе, коју је забележила Међународна асоцијација рибљег света је 13,6 кг.

## Биологија
Црноврха гребенска ајкула једна је од три најчешће врсте које насељавају коралне гребе у Индо-Пафицику. Ова врста доминира у плитким водама, док се остале присутне на овом простору налазе углавном дубље. Брзо плива и доста је активна, а може се се срести сама или у малим групама, а нека истраживања приметила су велике „друштвене” акумулације. Највећи део младих и старијих примерака црноврхе гребенске ајкуле нису раздвојени по полу, осим у време када женке треба да изглегну младунце. Појединци показују јаку верност према одређеним обласима у којима могу остати неколико година.
Студије одрађене у атолу Палмира у централном делу Тихог океана откриле су да ова врста има домет око 0,55 км², међу најмањим од осталих ајкула. Њихова просечна брзина пливања смањује се ноћу, вероватно зато што прилив хладније воде успорава њихов метаболизам или из разлога како би лакше пратиле кретање рибе коју лове. У водама Алдабре ова врста има тенденцију да буде покретнија од исте врсте примерака код Палмире. Понекад постају плен тигар ајкуле или сиве гребенске ајкуле, али и већих примерака сопствене врсте. На атолу Палмира одрасли избегавају велика кретања и остају у дубљим деловима лагуне. Познати паразити који прате ову врсту су Anthobothrium lesteri, Nybelinia queenslandensis, Otobothrium alexanderi, Platybothrium jondoeorum, Unicapsula и Dermophthirius melanopteri. Једна од ретких познатих и документованих зараза за ову врсту је сепса, коју овој врсти проузрокује бактерија под називом Aeromonas salmonicida.
Црноврха гребенска ајкула највећа је грабљивица у свом стаништву и игра велику улогу у структурирању обалских еколошких заједница. Њена исхрана састоји се превасходно од правих кошљориба које укључују врсте као што су Terapontidae, Carangidae, Acanthuridae, Sillaginidae и друге. Такође је примећено да ова врста једе шкољке, лигње, хоботнице, сипе, шкампе и ретко ракове. У водама северне Аустралије ове врсте једу морске змије као што су Acrochordus granulatus, Hydrelaps darwiniensis, Hydrophis и Lapemis hardwickii. Црноврхе гребенске ајкуле са атола Палмира документоване су како једу морске птице које су из гнезда испале у води. У њиховим стомацима пронађене су и алге, корњаче, корали, пацови, чак и камење.
Истраживачи који раде на атолу Еневетак на Маршалским Острвима открили су да ову врсту може да привуче ударање о воду, под водом као и мирис риба. Као и код већине других ајкула, црноврха гребенска ајкула не разликује боје и ситне детаље. Експерименти су ипак показали да ова врста може да детектује мале предмете 1,5—3 м далеко, али није у стању да разазна облик предмета. Активност ове врсте може бити већа ноћу него дању. Као и остали чланови њене породице, ова врста је врло активна, а њен репродуктивни циклус се одвија од јануара до фебруара на северу Аустралије, док се у Француској Полинезији парење врши од новембра до марта.  Циклус је договодишњи изван Алдабре. Ранија истраживања око Мадагаскара указали су да постоји двогодишњи циклус у овим регионима, од јуна до јула и од децембра до јануара. Краћи репродуктивни циклус може бити последица топлије воде на овом подручју.

## Размножавање и контакт са људима
Мужјак који се удвара женки може је угристи иза шкрга или за рсна пераја, а током парења мужјак гура женку тако да је постави да јој глава буде наслоњена на дно, а реп подигнут. Оплођење траје неколико минута, након чега се раздавају и настављају са редовним активноситма. Изван вода око Француске Полинезије старије женке се паре и порађају у доследно врем есваке годину, често са прецизношлу у року од недељу дана, док млађе показују више варијабилности. Млађе женке такође имају мање шансе за успех трудноће. Период гестације дуг је од 10 до 11 месеци на острвиама око Индијског и Тихог океана, док је у водама око Аустралије дуг од 7 до 8 месеци. Ранији истраживачи, попут Мелоука (1957) проценилис у да је период гестације чак 16 месеци, али је ваљност ове бројке доведена у питање. Женка има један функционалан јајник са десне стране и две функционалне материце, подељене у засебне преграде за сваки ембрион. Јаја су површине 3,9х26 цм након изабцивања. После четири месеца жучна кеса женке претвара се у постељицу која се причвршћује на зид материце, а након пет месеци ембион има 24 центиметара, постељица је попутно формирана, мада нека жуманца остају и до 7 месеци.
Женке се најчешће порађају у периоду од септембра до новембра, најчешће у унуташњости гребена у плитким водама. Новорођенчад су дугачка од 40 до 50 цм,а у Индијском океану и ван северних вода Аустралије, дугачки су 33 цм.  У леглу се обично налазе од 2 до 5 јединки (обично 4). Младе женке обично формирају групе у води велике да прекрију тела младих јединки песком и муљем. Раст младунаца је у почетку брз, по једном снимку, црноврха гребенска ајкула порасла је 23 цм за прве две године живота, а након тога стопа раста успорава се на око 5 цм годишње. Мужјаци и женке сексуално сазревају када буду дужине 95 и 97 цм, а у водама северне Аустралије када буду 105 и 1010 цм. Мужјаци сазревају када буду дужине 97 цм код атола Палмира.
Ова врста се у већини случајева лако уплаши од пливача и рониоца. Међутим због приобалног станишта често је у контакту са људима, па се сматра потенцијално опасним. До 2009. године пријављен је 21 напад од стране црноврхе гребенске ајкуле и један смртни случај. Већина напада укључује повреде ноге или стопала, а све жртве прошле су без већих повреда. Познато је да црноврха гребенска ајкула постаје агресивна у присуству плена. Често се лови у водама Индије и Тајланда, али се не сматра комерцијално битним. Користи се њено месо, осушено, сољено или димљено за људску употребу, као и уље из јетре и пераје. Међународна унија за заштиту природе оценила је да је ова врста средње угрожена, али да је и даље широко распрострањена у многим подручијима. Црноврха гребенска ајкула је атракција за рониоце у екотуризму.